# ファビオ・ロッケンバック
ファビオ・ロッケンバック（Fábio Rochemback, 1981年12月10日 - ）はブラジル出身のサッカー選手。ポジションはミッドフィールダー。
10代の頃からサッカー関係者の注目を浴びているミッドフィールダー。レベルの高いマンマークと攻撃センスが魅力。強烈なミドルシュートも兼ね備える。

## 経歴
12歳でブラジルのSCインテルナシオナルの下部組織に入団し、2000年7月にトップデビューを果たした。その才能を買われ、デビューから1年足らずでFCバルセロナへと移籍した。
しかしながら当時のバルセロナは低迷期の真っ直中であり、2003年に目立った実績も残せぬままにリカルド・クアレスマとのトレードでポルトガルのスポルティングCPへと移籍した。
スポルティングCPではチームの絶対的エースとして活躍し、クラブの顔となった。2004-05シーズンにはUEFAカップ決勝進出に貢献。これによって再び脚光を浴びFAプレミアリーグのミドルズブラFCへと移籍した。
ミドルズブラでは背番号10を与えられ、2005-06シーズンには再びUEFAカップの決勝を経験した。しかし2年連続で準優勝という結果に終わった。
2008年5月13日、本人の希望もありスポルティングに復帰となった。2009年8月、ブラジルのグレミオに移籍した。2012年1月、中国超級リーグの大連阿爾濱に移籍。
ブラジル代表としてはFIFAコンフェデレーションズカップ2001にてデビューを果たす。U-23としてアテネオリンピック南米予選にも参加した。